# José Gutiérrez de la Vega López
José Gutiérrez de la Vega López (Sevilla, 1815-Badajoz, 1867) fue un pintor español, especializado en pinturas de temática costumbrista del estilo tardorromántico.

## Biografía
Sabemos muy poco sobre la vida de este pintor casi desconocido. Fue el mayor de los cinco hijos, y también discípulo, del matrimonio formado por el pintor sevillano José Gutiérrez de la Vega y Bocanegra (1791-1865) con Josefa López. Sobre su lugar del nacimiento, se duda de si fue en Sevilla, donde residía la familia, o en Granada, como defiende Eva V. Galán.
En 1830 ante la falta de alicientes que presentaba el panorama artístico sevillano, el padre del artista decide marcharse con su familia a Madrid, en donde se establece al año siguiente, tratando de hacerse un sitio entre los pintores de la Corte.
Precisamente, será en Madrid donde desarrolle su formación artística en el Liceo Artístico y Literario y en el Instituto de España. Y “en el ámbito artístico madrileño sería reconocido el nivel artístico de José Gutiérrez de la Vega López por su especial dominio de la técnica de la acuarela, siendo sus obras muy demandadas por los coleccionistas contemporáneos”.
En 1857 se trasladó la ciudad de Badajoz para impartir enseñanzas artísticas en el Instituto de Enseñanza Secundaria. Sacó la plaza de oposición en 1864, permaneciendo en ese puesto hasta su muerte en 1867, solo dos años después de su padre.
El hecho de que varios hermanos se hubiesen dedicado a la pintura, al igual que su padre, del que fueron discípulos, junto con la fama lograda por el progenitor, contribuyó a aumentar el desconocimiento sobre José Gutiérrez de la Vega López.

## Obras
Solo se conocen tres obras de este autor, además de distintas referencias documentales que testifican la participación de José Gutiérrez de la Vega López en varias de las Exposiciones Nacionales de Bellas Artes organizadas durante las décadas de 1840 a 1860. Así sabemos de una obra con temática costumbrista titulada Asunto Caballeresco (1844), un Retrato (1847) y otro Retrato (1856) realizado por el mismo pintor, aunque algunos estudios atribuyen esta última obra a su padre.
Dos escenas costumbristas
La profesora del Historia de Arte en la Universidad de Sevilla, Magdalena Illán Martín, en dos estudios realizados sobre este poco conocido pintor, le atribuye la autoría de dos obras de gran formato, pertenecientes a un particular de la ciudad de Sevilla, firmadas y fechadas en el año 1865, dos años antes de la muerte del pintor. Ambas pinturas muestran un grupo de figuras escenificando algún episodio popular sobre un fondo neutro sin ninguna referencia espacial.
En la primera obra, observamos a dos majos vestidos con el traje popular sevillano, uno de ellos luce un reloj de cadena y porta un bastón, intentando cortejar ambos a una joven vendedora que está pesando panes en una balanza. En el fondo de la composición, “se ve un hombre maduro que se constituye en testigo de la escena, rasgo habitual en las pinturas costumbristas de temática amorosa”. Bajo la balanza se aprecia el periódico madrileño El Cascabel, de 1864, prensa popular y de tendencia revolucionaria del momento.
La segunda escena costumbrista está protagonizada por una joven, posiblemente de alta sociedad, luciendo un mantón de Manila. En la parte izquierda aparecen 3 hombres: un majo cortejando a la joven, “un amigo de éste y, tras ellos, un personaje popular, de lejanas raíces velazqueñas, que se dirige al espectador guiñándole un ojo en una especie de mueca y señalando con su pulgar a los protagonistas”. Aparece otra figura femenina en la parte derecha del cuadro, que posiblemente se trate de la madre de la joven contemplando lo que está sucediendo y a la luz se convierte en espectadora de la escena principal.
No ha sido posible encontrar reproducciones en color de estas dos obras, pero a pesar de ello, si atendemos al análisis de las mismas hecha por la profesora Illán Martín, podemos concluir que se trata de unas obras con gran calidad en cuanto a la técnica pictórica y una gran minuciosidad a la hora de pintar la indumentaria que llevan los personajes. Mantiene la profesora Illán que en estas pinturas está presente una fuerte influencia de Murillo, que fue ejemplo a seguir para los pintores sevillanos del siglo XIX. Entre los que se encontraba el padre de nuestro pintor.
Retrato del General Azlor de Aragón

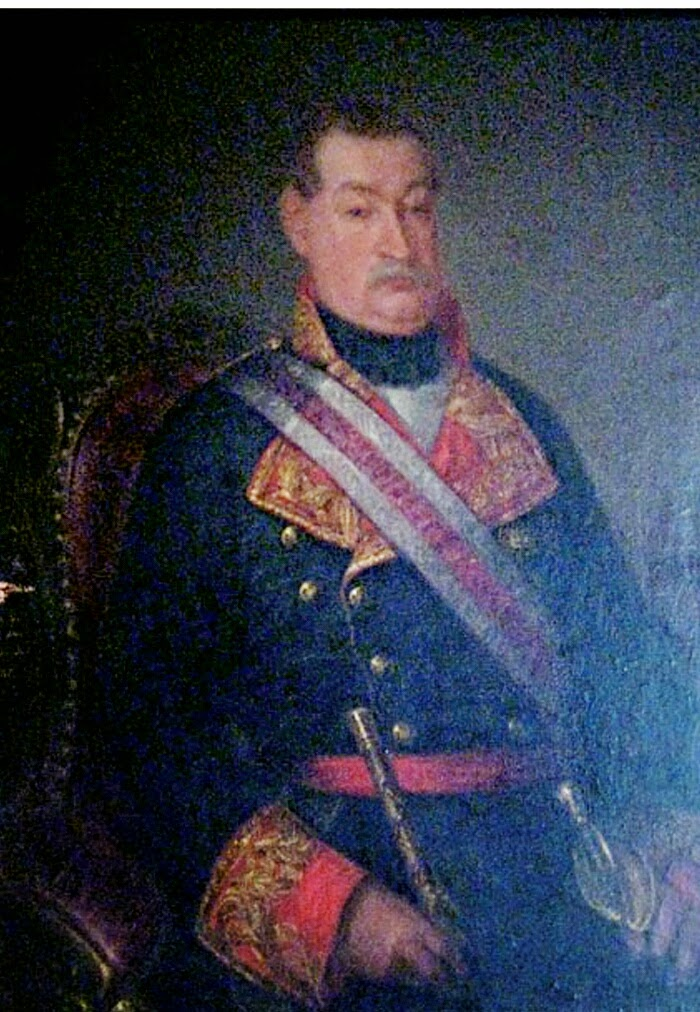
Retrato del General Azlor de Aragón, 1860.

En 2012, de nuevo la profesora Illán nos da a conocer una tercera obra de la autoría de José Gutiérrez de la Vega López. Se trata del Retrato del general Azlor de Aragón, obra al óleo sobre lienzo (90 x 70 cm) de 1860 y que pertenecería a una colección privada de Badajoz. En un lateral de la obra aparece el lugar y la fecha de su realización y la firma del autor como José Gutiérrez de la Vega, hijo.
La obra representa al general Azlor de Aragón durante la segunda mitad del siglo XIX, mostrándolo de medio cuerpo, vestido con un uniforme militar de gala de General del Ejército.
Afirma la profesora Illán que esta obra posee una mayor calidad técnica frente a las dos mencionadas anteriormente. Ya que, al tratarse de un retrato, el autor se esfuerza por reproducir los rasgos del representado, dotando a la obra de un naturalismo que no estaba presente en los rostros de las dos escenas costumbristas.
También señala la profesora Illán el empeño que pone el artista en mostrarnos la personalidad del retratado y el preciosismo y minuciosidad empleados en la realización de la vestimenta del militar. El que se trate de un retrato por encargo, hace que el artista ponga más atención en el dibujo y utilice una pincelada más “controlada y precisa” que en las escenas costumbristas, sobre todo en el rostro y las manos. Característica que no está presente en la vestimenta y objetos que porta el personaje, en los que aplica una pincelada más “larga y pastosa”.